# 우스망 디오망데
우스망 디오망데(프랑스어: Ousmane Diomande, 2003년 12월 4일 ~ )는 코트디부아르의 축구 선수로, 현재 프리메이라리가 클럽 스포르팅 CP와 코트디부아르 국가대표팀에서 센터백으로 활약하고 있다.

## 구단 경력

### 미트윌란
디오망데는 10살에 입단한 코트디부아르 클럽 OS 아보보의 유소년 팀이다. 그는 2020년 1월, 덴마크 클럽 미트윌란의 유소년 아카데미로 이적했다.

#### 마프라로의 임대
디오망데는 2022년 8월 5일, 포르투갈 클럽 마프라에 한 시즌 동안 임대로 입단했다. 다음 날 그는 마프라에서 프로 데뷔 전을 치렀고, 2022년 8월 6일, 올리베이렌세와의 리가 포르투갈 2 경기에서 3-1로 패했다.

### 스포르팅 CP
마프라에서의 인상적인 활약 덕분에 디오망데는 시즌 중반에 임대 계약이 중단되었고, 2023년 1월 31일에 프리메이라리가 클럽 스포르팅 CP로 이적하여 2027년 6월까지 750만 유로의 수수료로 계약을 체결했으며, 추가 계약으로 1,250만 유로까지 인상될 수 있다. 또한 미트윌란은 향후 이적으로 인해 스포르팅이 받는 수익의 20%를 갚아야 한다. 디오망데의 방출 조항은 8천만 유로로 설정되었다.
디오망데는 2월 7일, 리스본 클럽에서 데뷔 전을 치렀고, 1-0으로 승리한 히우 아브 원정 경기 막판 마테우스 헤이스와 교체되어 벤치에서 나왔다.  2주 후, 그는 3-2로 리그를 승리한 샤베스 원정에서 스포르팅에서 첫 선발 출전했고, 71분에 제리 신트쥐스터와 교체되었다. 디오망데는 3월 9일, 아스널과의 UEFA 유로파리그 16강 1차전 홈 경기에서 2-2로 비긴 77분, 히카르두 이스가이우를 대신해 벤치에서 물러나며 UEFA 데뷔 전을 치렀다. 8일 후, 에미레이트 스타디움에서 열린 복귀전에서 디오망데는 선발 출전해 풀타임을 치렀고, 스포르팅은 1-1로 비기며 승부차기 끝에 아스널을 탈락시켰다.
2023년 9월 21일, 디오망데는 2-1로 승리한 슈투름 그라츠와의 UEFA 유로파리그 원정 경기에서 84분 결승골을 터뜨리며 유럽 대회 첫 골을 넣었다.

## 국가대표팀 경력
디오망데는 2023년 9월에 열리는 2023년 아프리카 네이션스컵 예선 경기에 코트디부아르 국가대표팀에 소집되었다. 그는 2023년 9월 9일, 레소토와의 경기에서 1-0으로 승리하며 데뷔했다.
2023년 12월, 디오망데는 2023년 아프리카 네이션스컵에서 코트디부아르 국가대표팀으로 합류했다. 기니비사우와 나이지리아와의 조별 리그 첫 두 경기에만 출전했지만, 코트디부아르는 2월 11일, 결승전에서 나이지리아를 2-1로 꺾고 우승을 차지했다.

## 플레이 스타일
센터백으로서 그는 후방에서 플레이하고 팀을 전진시킬 수 있는 능력을 갖추고 있어 팀이 어려움에서 벗어나 수비를 빠르게 공격으로 전환할 수 있다. 그의 주요 강점은 신체적, 비전, 스피드이지만 짧은 패스, 드리블, 포지션, 기대감, 태클 속성도 눈에 띈다.

## 수상
스포르팅 CP
- 프리메이라리가 : 2023-24년, 2024-2025년[19]
- 타사 드 포르투갈 : 2024-2025년[20]

코트디부아르
- 아프리카 네이션스컵 : 2023년[21]